# 2008 LC18
2008 LC18 – planetoida obiegająca Słońce w punkcie równowagi Lagrange’a (pierwsza odkryta w punkcie L5) – z grupy Trojańczyków na orbicie Neptuna. Została odkryta 7 czerwca 2008 roku przez Scotta S. Shepparda i Chada Trujillo. 2008 LC18 jest ciałem o średnicy ok. 100-150 km. Jeden obieg wokół Słońca zajmuje mu ok. 164 lat. Krąży po orbicie o mimośrodzie 0,083.